# 東海寺 (柏市)

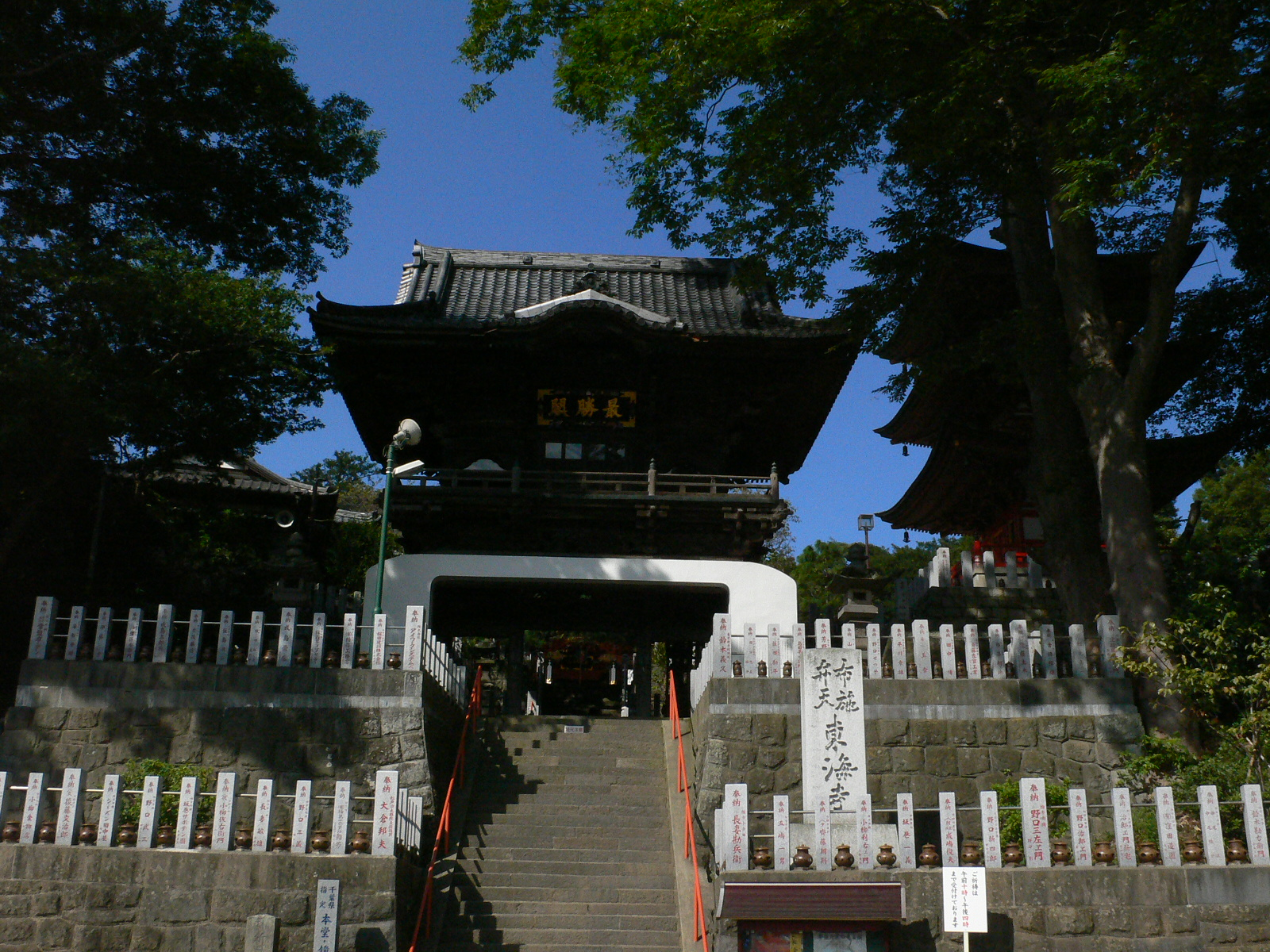
東海寺入口最勝閣（2007年10月6日攝）

東海寺，全名為“紅龍山布施辯天東海寺”（日语：〔〕／），是一座位於千葉縣柏市的真言宗豐山派的寺廟。與位在東京淺草寺的辯天堂及神奈川縣藤澤市江之島的江島神社並列為關東三大辯天，並與其鄰近的曙山農業公園（あけぼの山農業公園）及曙山公園形成為一完整的景點。

## 歷史
起源於西元807年（大同2年）7月7日的一場大雷雨。據傳說記載，於那天的早晨在附近的湖上出現一條紅龍並浮現一座小山丘，並發出不可思議的光芒。住在附近的村民在之後受到仙女托夢，在島上發現了一尊雕像。村民感到驚訝之餘，建立一座祠供奉這尊雕像。隔年弘法大師空海在傳教的旅途中經過此地，目睹並確認此尊雕像為自己在但馬國朝來郡筒江所雕刻之作品，便將祠擴建為一小堂，小堂所在的山丘命名為紅龍山。空海返回京都後向嵯峨天皇上奏，於西元823年（弘仁14年）興建東海寺本堂、莊園、敕願所。

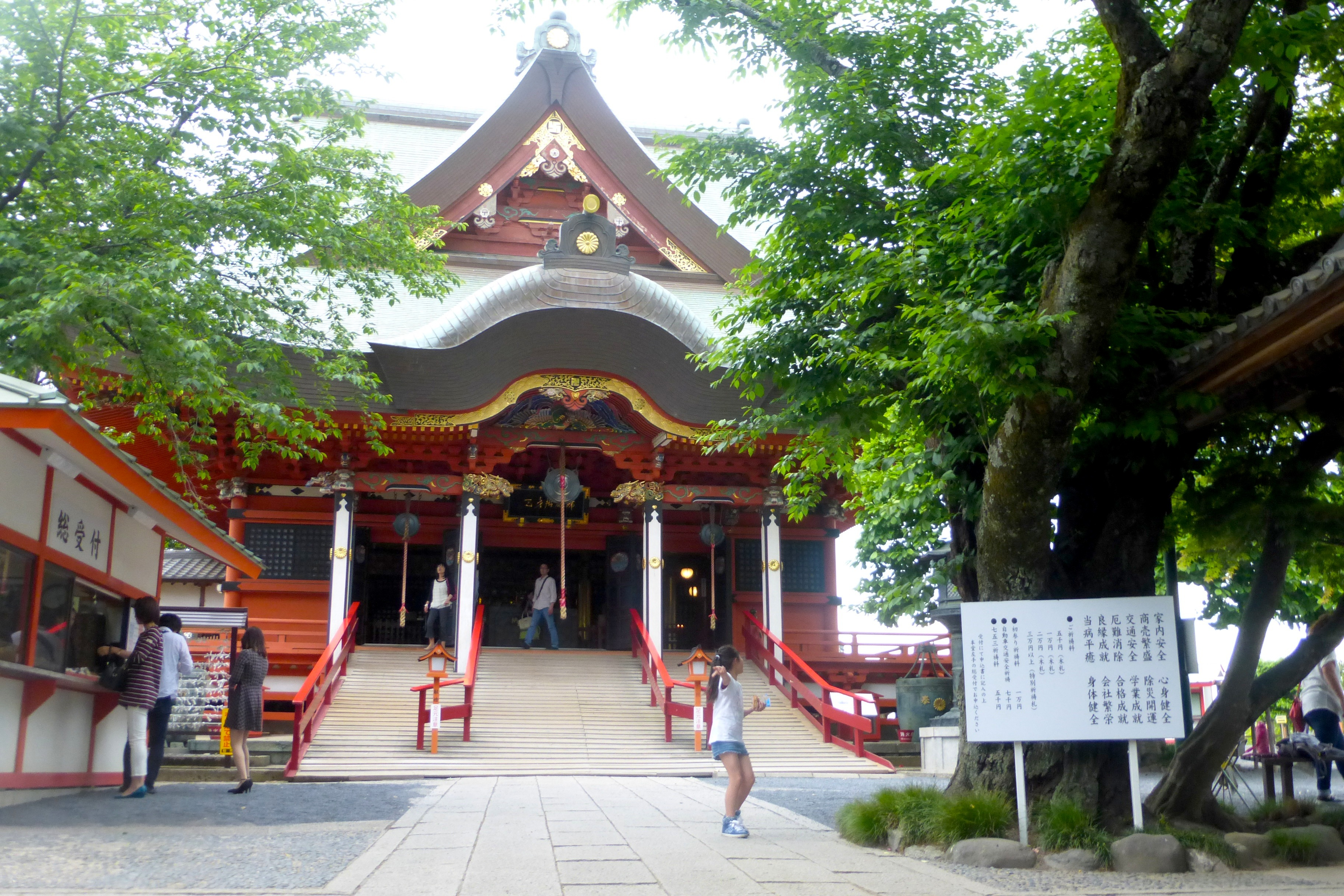
本堂
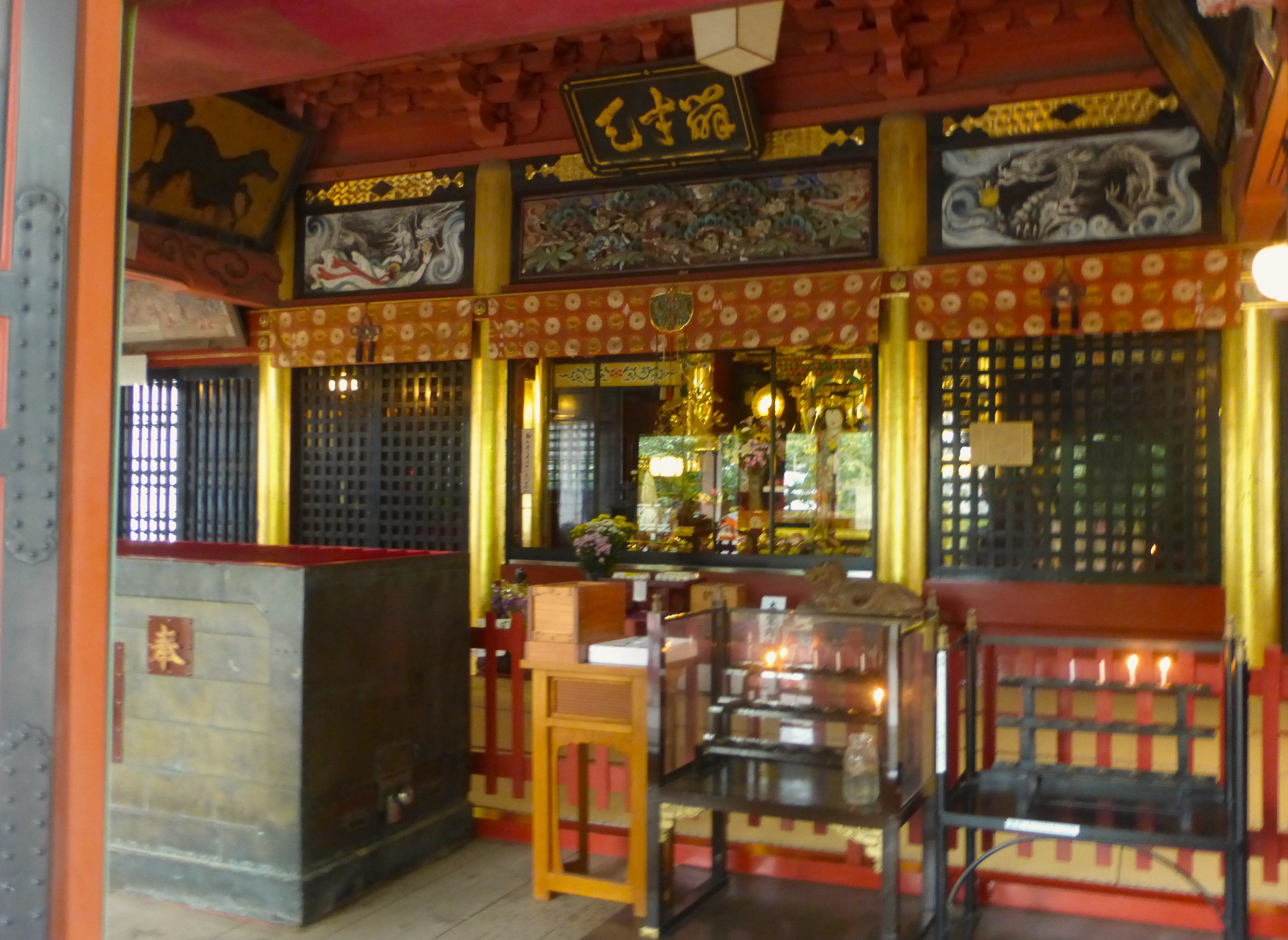
本堂内
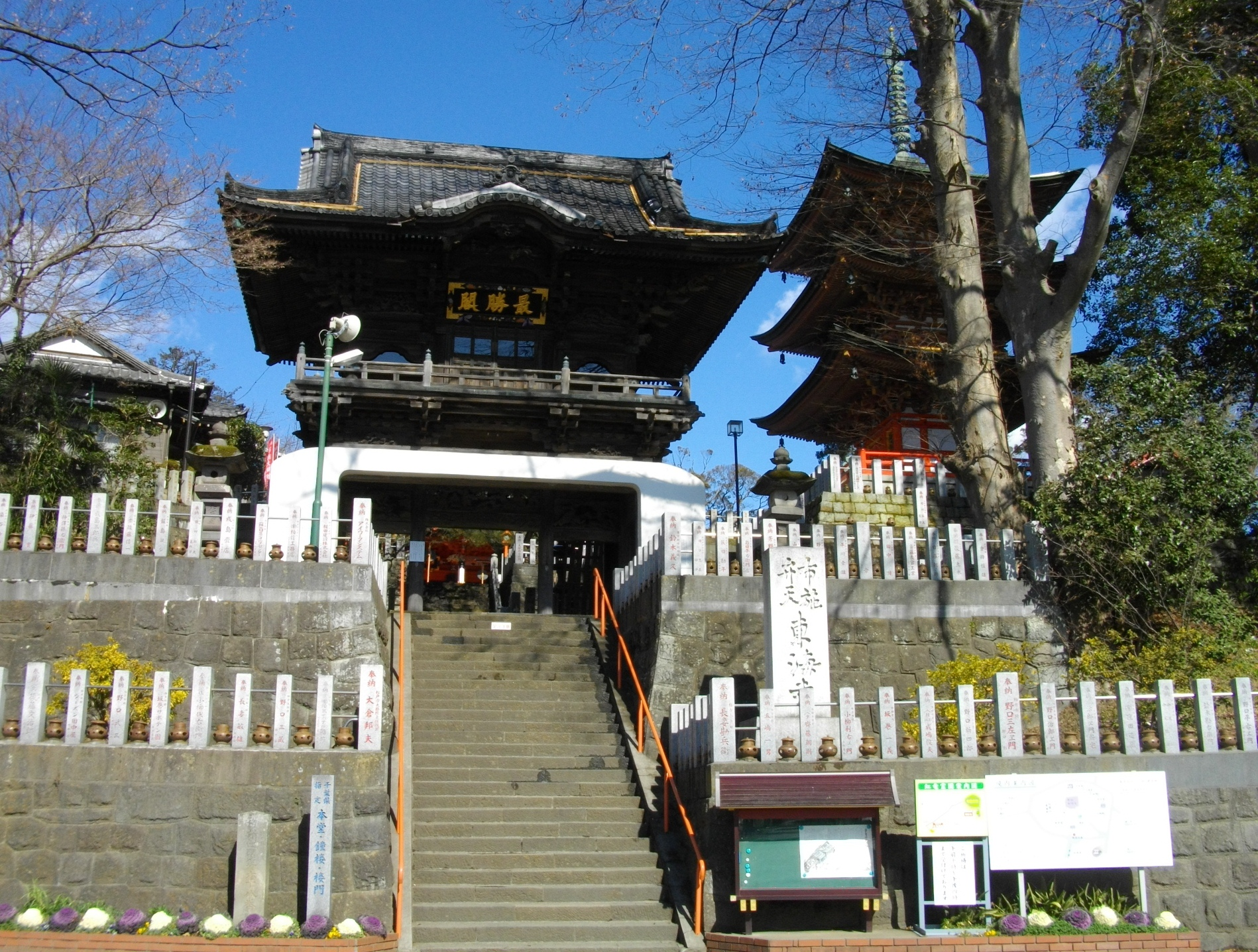
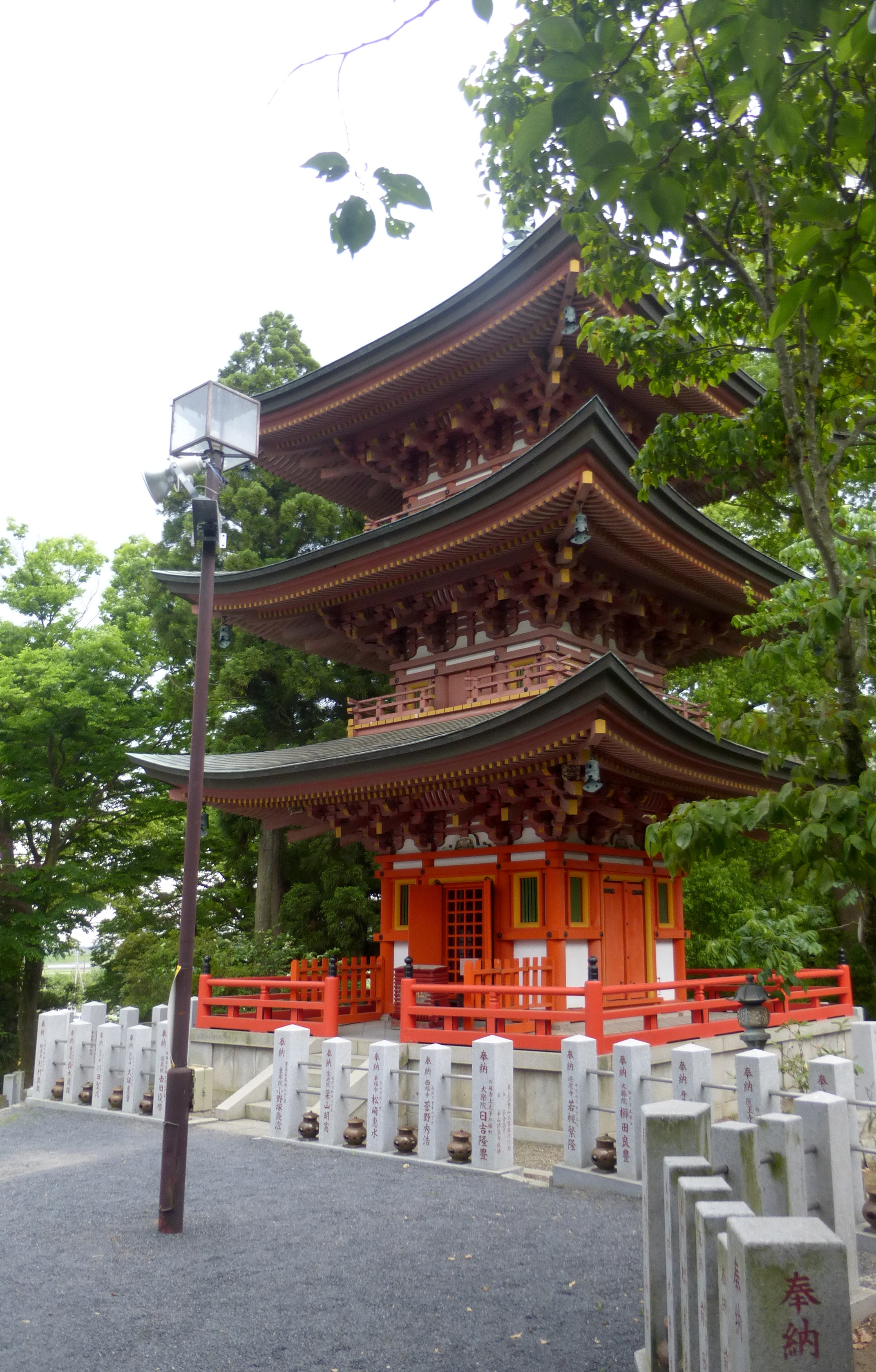
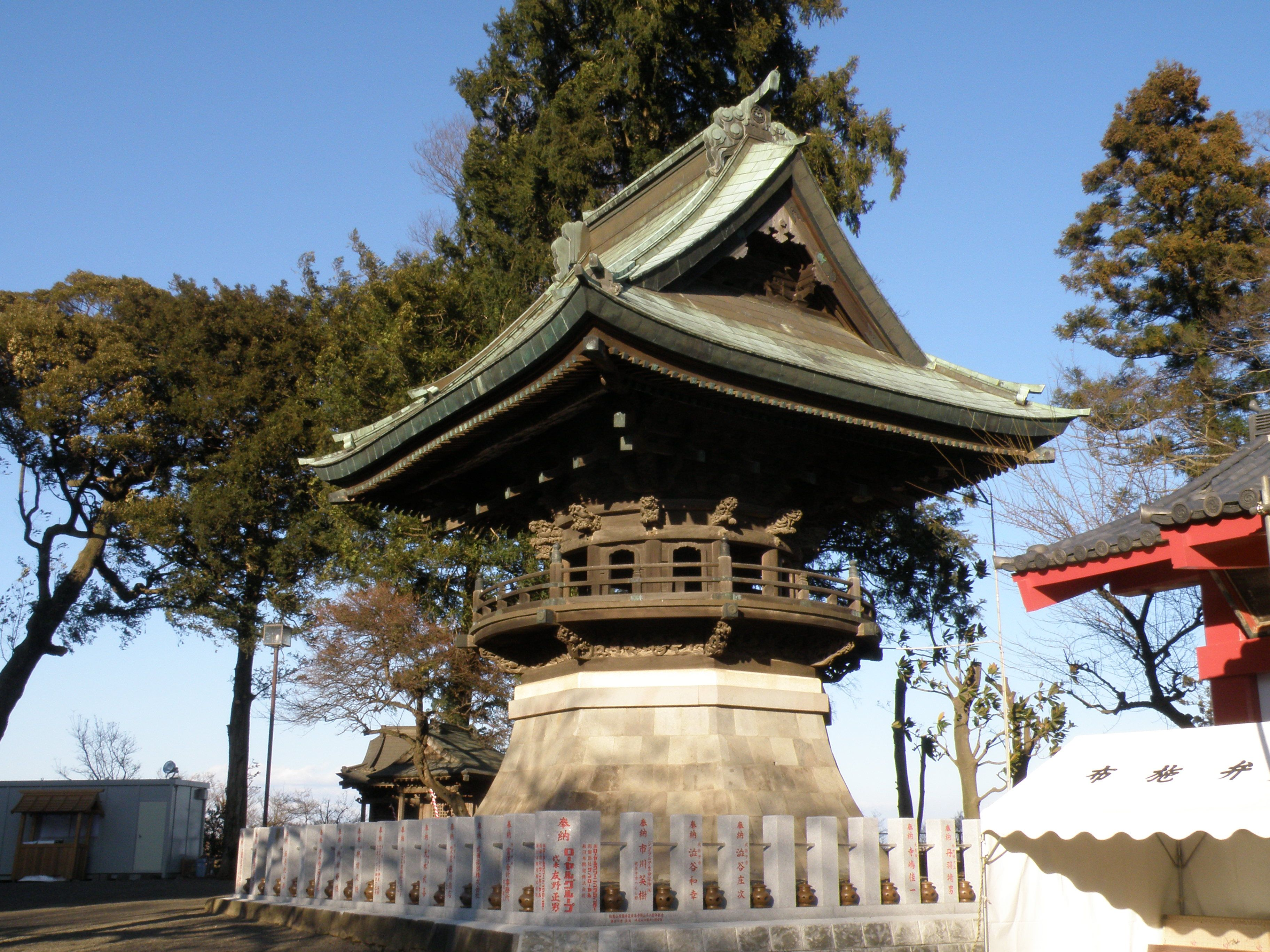